# Людовіт Ольшлегер
Людовит Ельшлеґер (або Людовіт Ольшлегер, Ludwig/Lajos Oelschläger, пізніше відомий як Lajos Őry) (* 5 березня 1896, Кошиці, Словаччина – † 1 вересня 1984, Мішкольц, Угорщина) — словацький архітектор угорсько-австрійського походження, у міжвоєнний період жив і творив у Чехословаччині та на Закарпатті.

## Життєпис
Людовит Ельшлеґер-молодший народився в Кошицях 5 березня 1896 року. Був старшим сином у сім`ї Людовита Ельшлеґера, підприємця німецького походження з Налепкова. Закінчив середню школу в Кошицях у 1914 та Технічний університет у Будапешті в 1921. Через війну довелося перервати навчання. Записався на фронт, і як 19-річний солдат угорської армії отримав високу відзнаку — срібну медаль за хоробрість. Після закінчення будапештської Політехніки стажувався і працював у Берліні, Мюнхені та Штутгарті. Відтак працював у бюро відомих архітекторів Ґерлоці та Боґданфі в Будапешті .
Помер у Мішкольці в 1984 році. За заповітом Ельшлеґера, він мав бути похований в рідних Кошицях. Проте через політичні причини цього не сталося. Виконати заповіт та перепоховати Ельшлеґера змогли лише у 2016 році, у 120 рік від дня народження архітектора. Незважаючи на складності з власністю ділянки родини архітектора на міському історичному цвинтарі Розалія. Урни з рештками архітектора та його дружини після 32 років перебування в Мішкольці, де помер Ельшлеґер, нарешті знайшли спокій в рідних Кошицях, де він прожив успішні та щасливі роки .

## Творчість

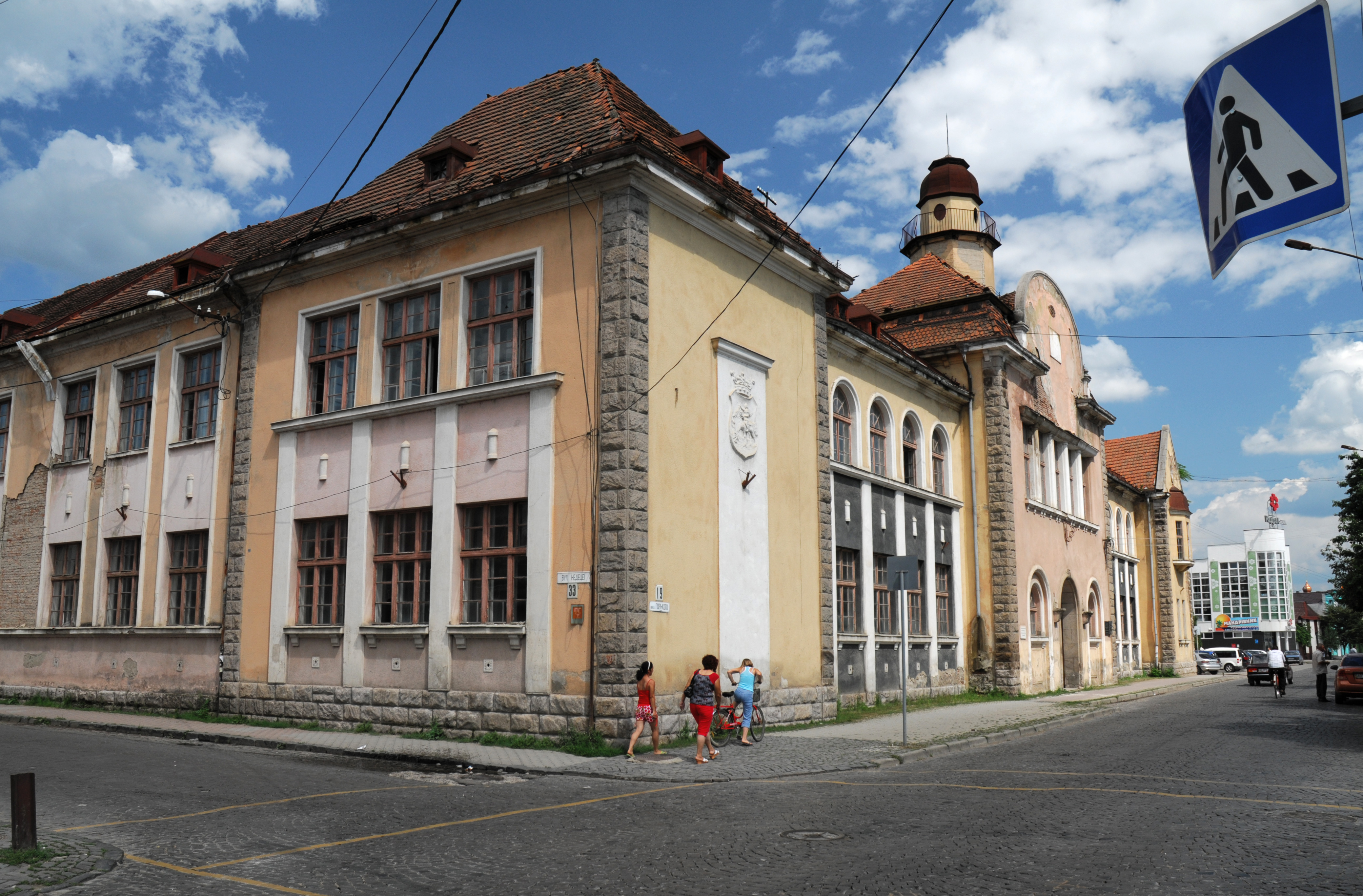
Торговельна академія у Мукачеві. Друга половина 1920-х років

Cвій перший самостійний проєкт Людовит Ельшлеґер реалізував на території Підкарпатської Русі (сучасне Закарпаття), котра тоді перебувала у складі Чеховсловацької Республіки. Кар’єра архітектора стартувала з будівлі торговельної академії в Мукачеві у 1923-1925 роках. Проєкт Людовита Ельшлеґера та його колеги Ґейзи Бошка виграв 1-е місце в конкурсі з-поміж 62 учасників. Це був масштабний об’єкт, і Ельшлеґер у 1924 переїхав з Будапешту спочатку на Підкарпатську Русь, а потім до рідних Кошиць, щоб бути ближче до будівництва.
Згодом Ельшлеґер мав не лише бюро в Кошицях, але і філії в Ужгороді та Мукачеві. Після першого успішного об’єкту в Мукачеві було багато замовлень, і чимало з Підкарпатської Русі. Для Закарпання архітектор спроєктував десятки різноманітних будівель, і щонайменше 15 з них були реалізовані в Ужгороді, Мукачеві, Виноградові, Сваляві, Берегові.

### Дім єврейської громади в Ужгороді
Дім єврейської громади в Ужгороді (1926) будівля з орієнтальним присмаком об’єднує характерний стиль з використанням елементів переосмисленої ренесансної архітектури. Його окремі деталі інспіровані архітектурою ренесансу словацького історичного регіону Спиш. Ельшлеґер створив цю будівлю на замовлення єврейської громади міста. Це проект поліфункційної споруди, де були передбачені: школа, культурний центр, житлові приміщення, пекарня та їдальня. Тут присутня цікава синергія неоренесансних елементів — трифоріїв, скруглених мерлонів на даху — з пластичними засобами модернізму. Знову ж таки, колони-опори, стрічкові вікна, плаский дах, вільне планування, а також додаткові елементи ери залізобетону і чистих форм — вікна-ілюмінатори та оздоблення в техніці типу «штучний камінь» як на колонах школи.

### Єврейська синагога та школа в Кошице

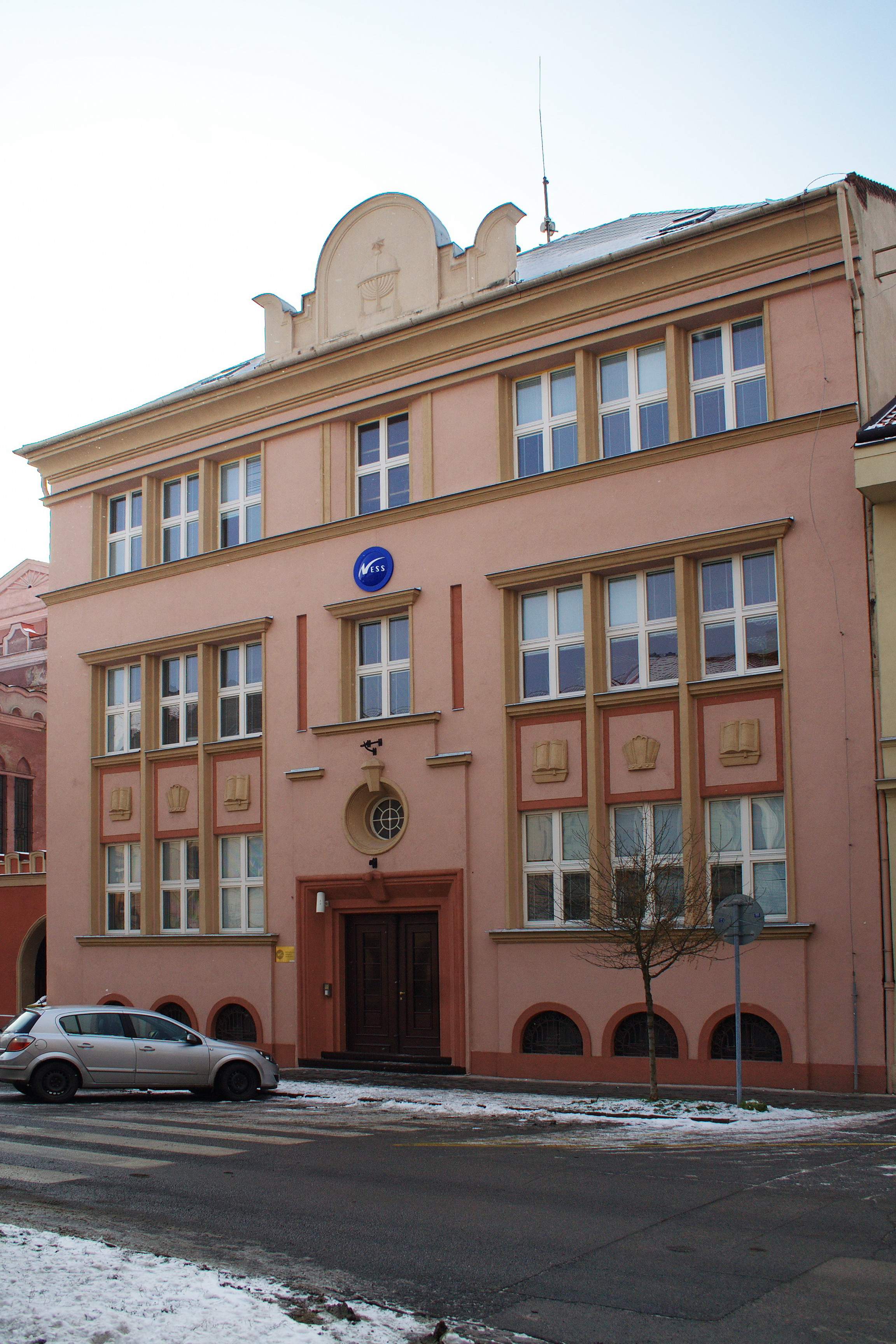
Колишня єврейська школа

Серед робіт Ельшлеґера виділяється комплекс синагоги та школи в Кошице (1926-1935 рр., Puškinova 3), на якому є репрезентативний орієнтальний розподіл фасадів. Аркада з колонами тут втрачає свій традиційний вигляд і більше нагадує абстрактний ритм вертикальних ліній. Аттик обшитий шарнірними ластівчиними хвостами - мотив, безпомилково взятий зі східнословацького Ренесансу.

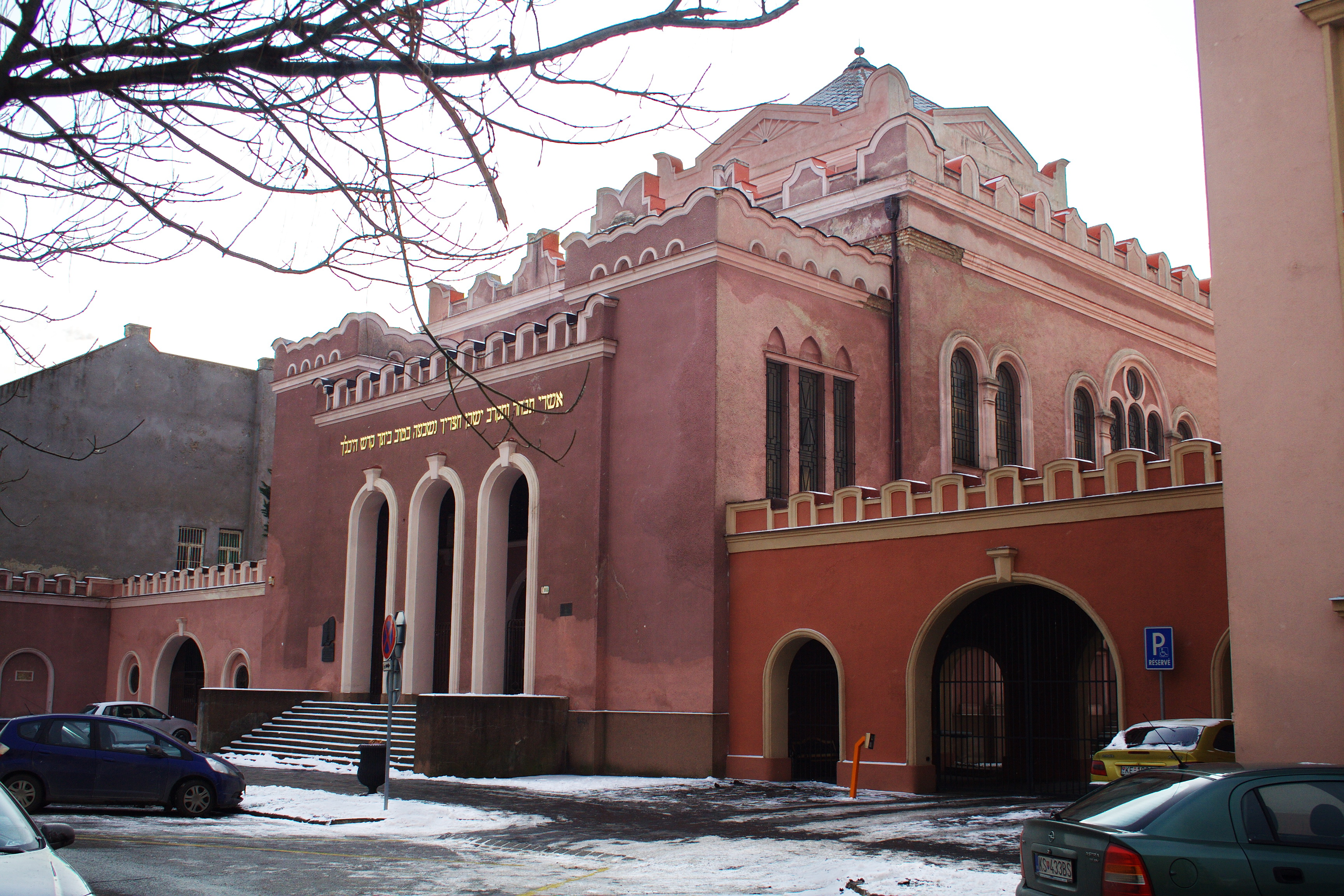
Синагога

### Кінотеатр Слован, Кошице

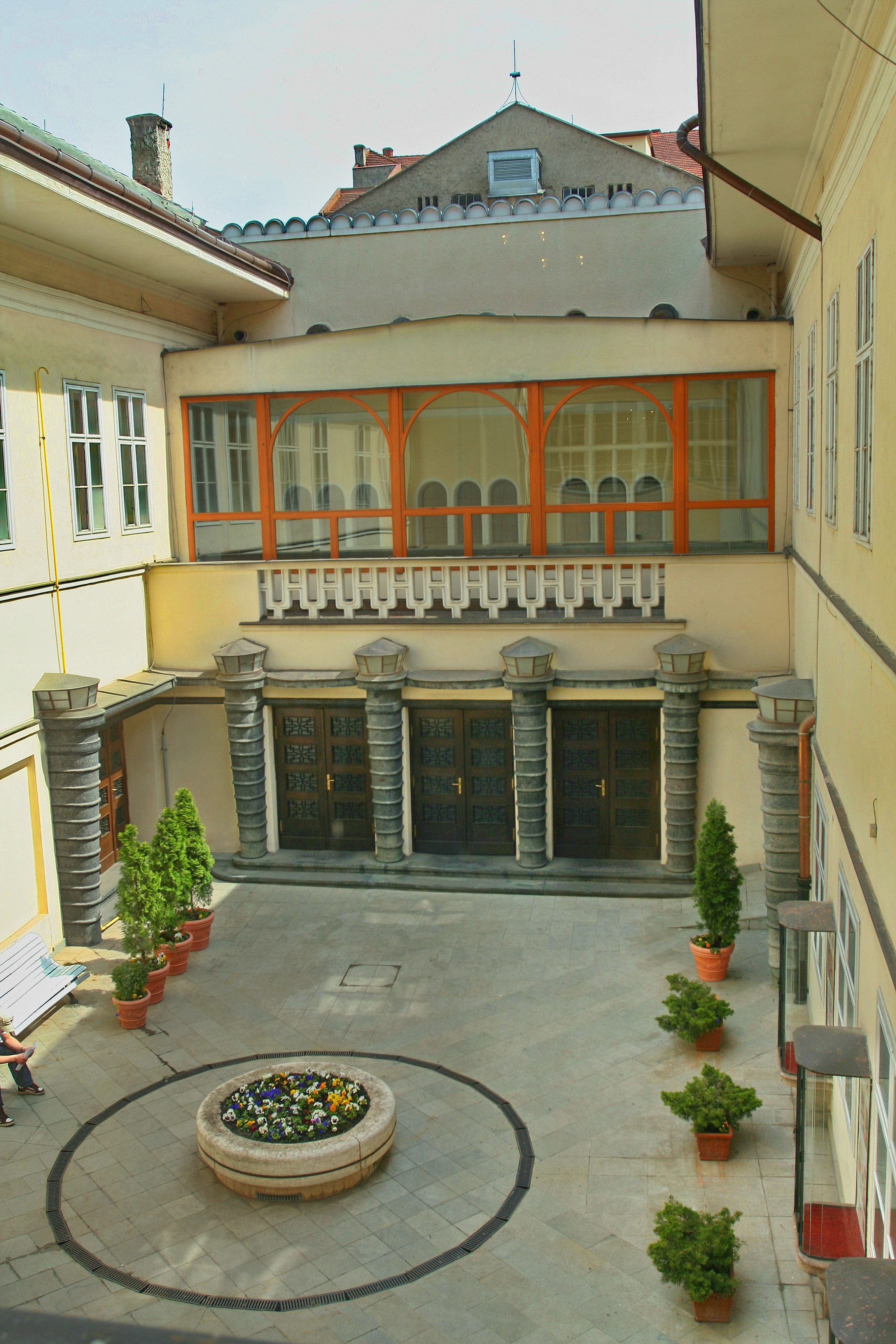
Кінотеатр Слован в Кошицях

Будівля кінотеатру у 1927 році була побудована на задньому дворі історичної будівлі на головній площі Кошице, що стоїть на місці колишньої ратуші. Незважаючи на скрутну ситуацію, Ельшлеґер взявся за завдання комплексно і використав весь спектр своїх улюблених архітектурних елементів. Вхід до приміщення кінотеатру виділено шістьма конічно розширеними колонами з ліхтарями замість капітелей, на першому поверсі — піднесені аркадні вікна, а фасад закритий високим аттиком з арочним орнаментом. Під час зосередженого огляду мотивів, характерних для Ельшеґера, місцями можна спостерігати схожість із роботами словенського архітектора Йоже Плечника. У 1997-1999 роках у будівлі кінотеатру була проведена комплексна реконструкція. Зараз його приміщення використовуються як кінотеатр прем'єр, кінотеатр для кінофестивалів, а також як театральний зал для малих сценічних форм і театральних фестивалів, або як простір для конференцій і семінарів, показів мод, балів меншого характеру та подобається.

### Кінотеатр Scala, Мукачево
Scala перекладається з німецької мови як «скеля». Крім того, слово має італійське та грецьке (skalas) лінгвістичне походження, і це слово з давніх давен позначає скелясту місцевість з виступами, схожими на сходи, як місця в кінотеатрі. Кінотеатр зведено в стилі модернізму .

### Комплекс міського кінотеатру та бібліотеки в Ужгороді
Проект міськоеого кінотеатру та бібліотеки в Ужгороді зведений у 1931-1932 року. Фасад комплексу кінотеатру та бібліотеки є найбільш чистим взірцем функціоналізму в Ужгороді. Колони оздоблені травертином, так само як портал і решта цокольного поверху. Особливсітю є вільне планування інтер'єру, що стало можливим завдяки технології залізобетону. Цікавим елементом є плаский дах-тераса, який вже був в той час домінантою прогресивних будівель, проте зовсім не часто такі дахи ризикували проектувати у нас, з огляду на потужні зимові опади. Ельшлеґер використав горвонтальні вікна, які дають більше світла нід вертикальні, візуально підкреслив вставками із опакситу (надміцного загартованого скла з глянцевою поверхнею, яке використовувалося для екстер'єрів та інтер'єрів), які, на жаль, вже втрачено. Крім того, у будівлі є вільний фасад, тобто можливість використати колони, утоплений щодо червоної лінії цоколь і пасаж-прохід — всьому цьому завдячуємо, знову ж таки, можливостям будівництва із залізобетону. Об`єкт розташований на сучасній вулиці Волошина 19. Перебуває у запущеному стані. Громадські активісти об`єднання Uzhgorod Modernism боряться за збереження будівлі . у 2018 році над глядацькою залою кінотеатру розібрали стелю та дах, минулого року було втрачено оздоблення інтер'єру будівлі. На жаль, власники будівлі не шанують ні культурну спадщину, ні думку громадськості . Одним з тих, хто фігурує у реконструкції кінотеатру є Роберт Бровді — бізнесмен, девелопер, політик, військовий.

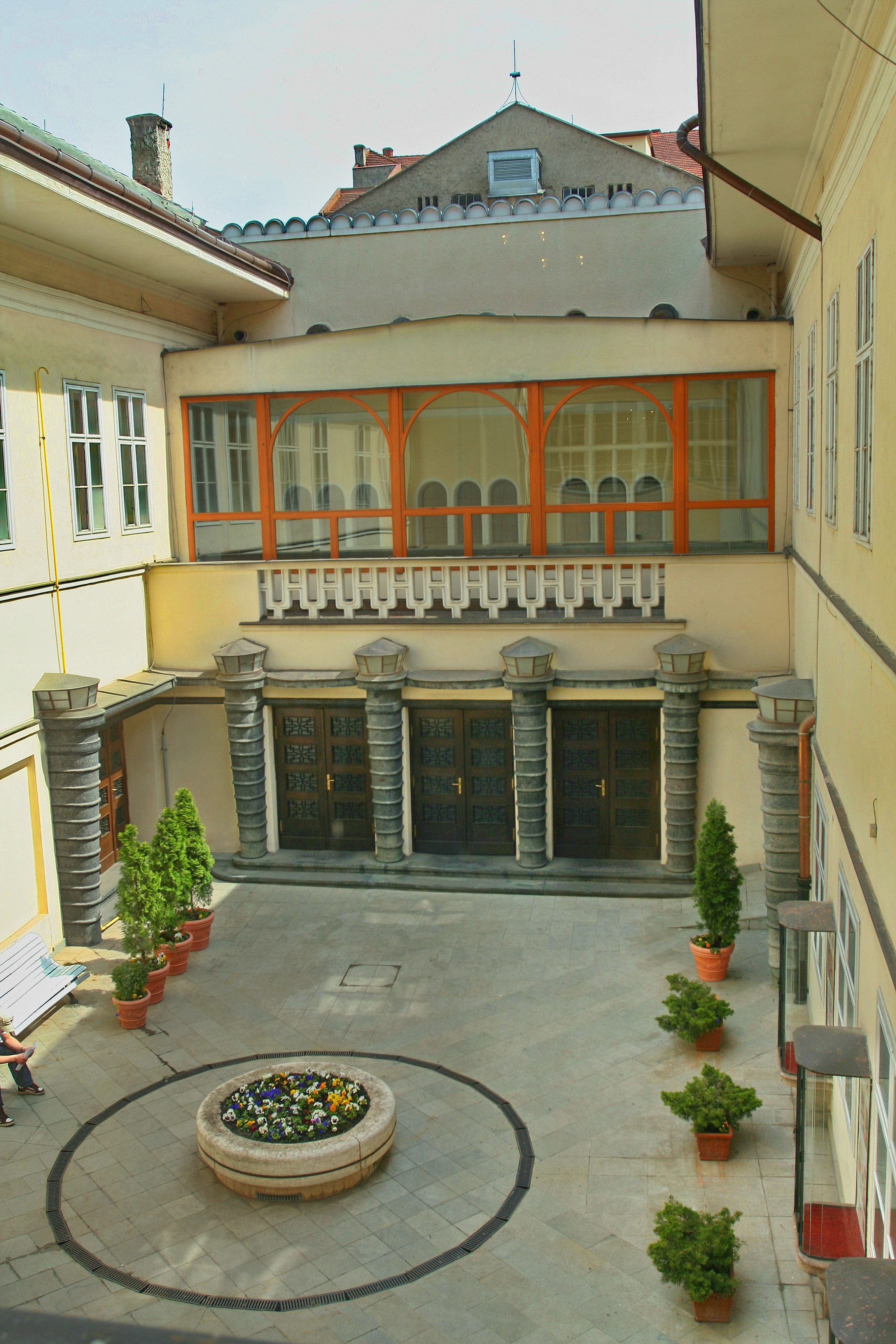
Кінотеатр «Слован».

### Санаторій, Татранська полянка
Ельшлеґер спроектував будівлю у співпраці з Гедеоном Маджунком. Сьогоднішній спеціалізований лікувальний інститут респіраторних захворювань і туберкульозу носить ім'я поета Їржі Волкра, який лікувався тут за часів першої Чехословаччини. Складається з двох сполучених між собою будівель. Перший збудований у дусі фахверкової татранської архітектури, ймовірно, за проектом Маюнке для місцевого лікаря Гура. Незвичайним є плоский дах, частково з бойовою частиною. Частини лоджії на південному фасаді дерев'яні, червоно-охристі, представлені перед цегляною конструкцією. Східну частину забудували в більш сучасній концепції наприкінці двадцятих років. Планування відповідає концепції старої будівлі. Кімнати орієнтовані на дві сторони, з першого поверху є прямий прохід до їдальні між двома корпусами, яка була побудована приблизно під час з’єднання двох корпусів у 1934 році.

### Адміністративні та інфраструктурні об’єкти

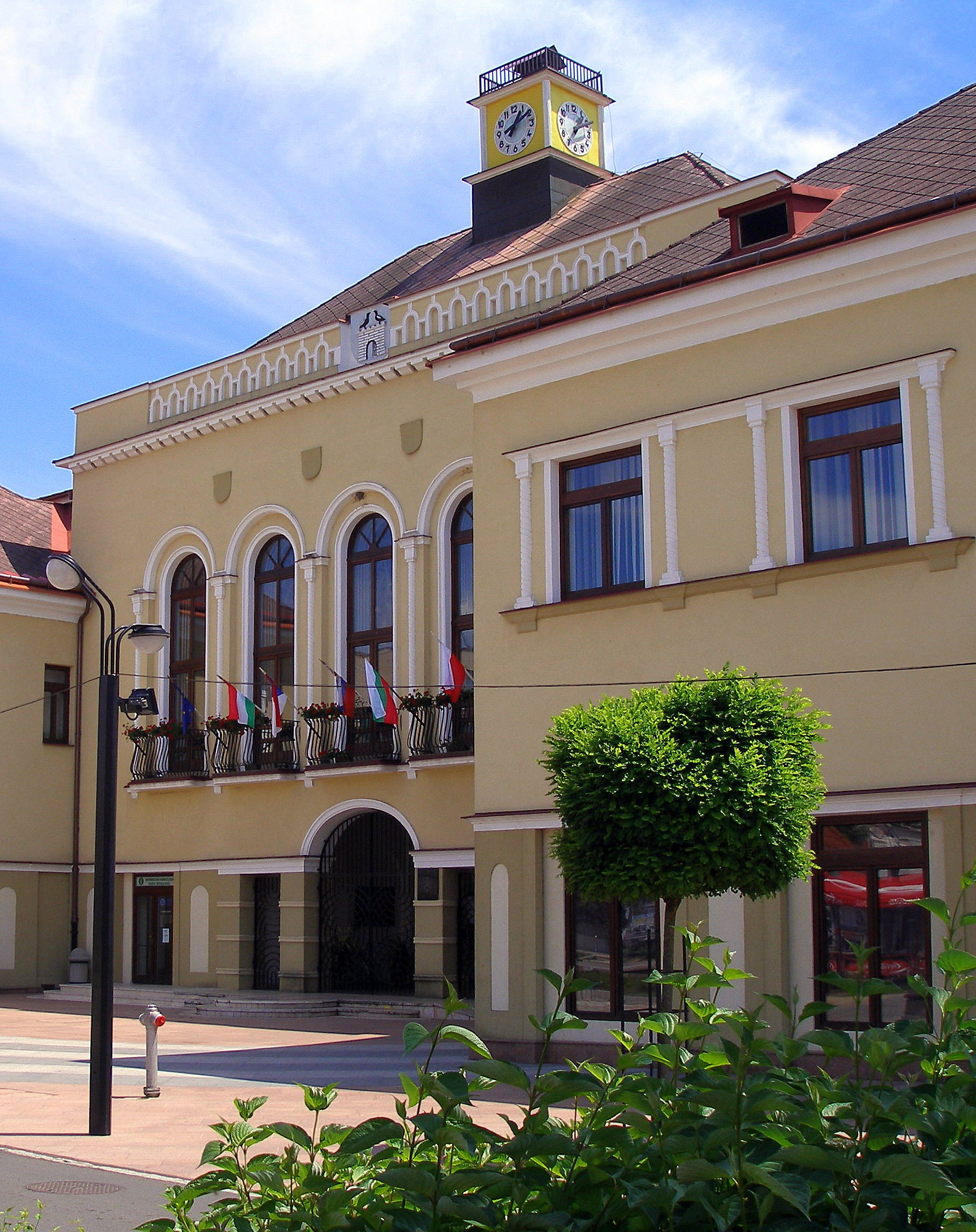
Ратуша в Михайлівцях (1927-1929)
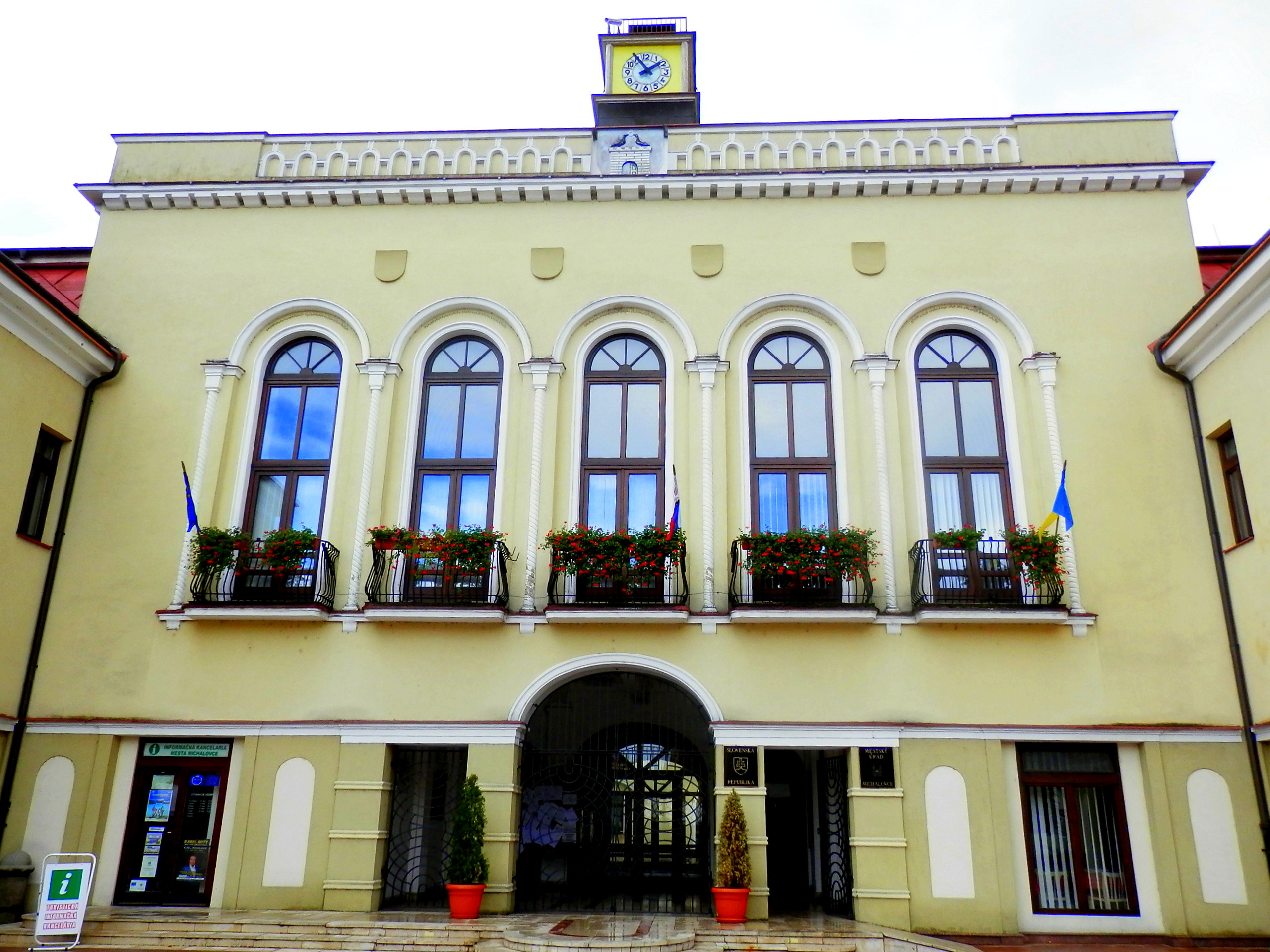
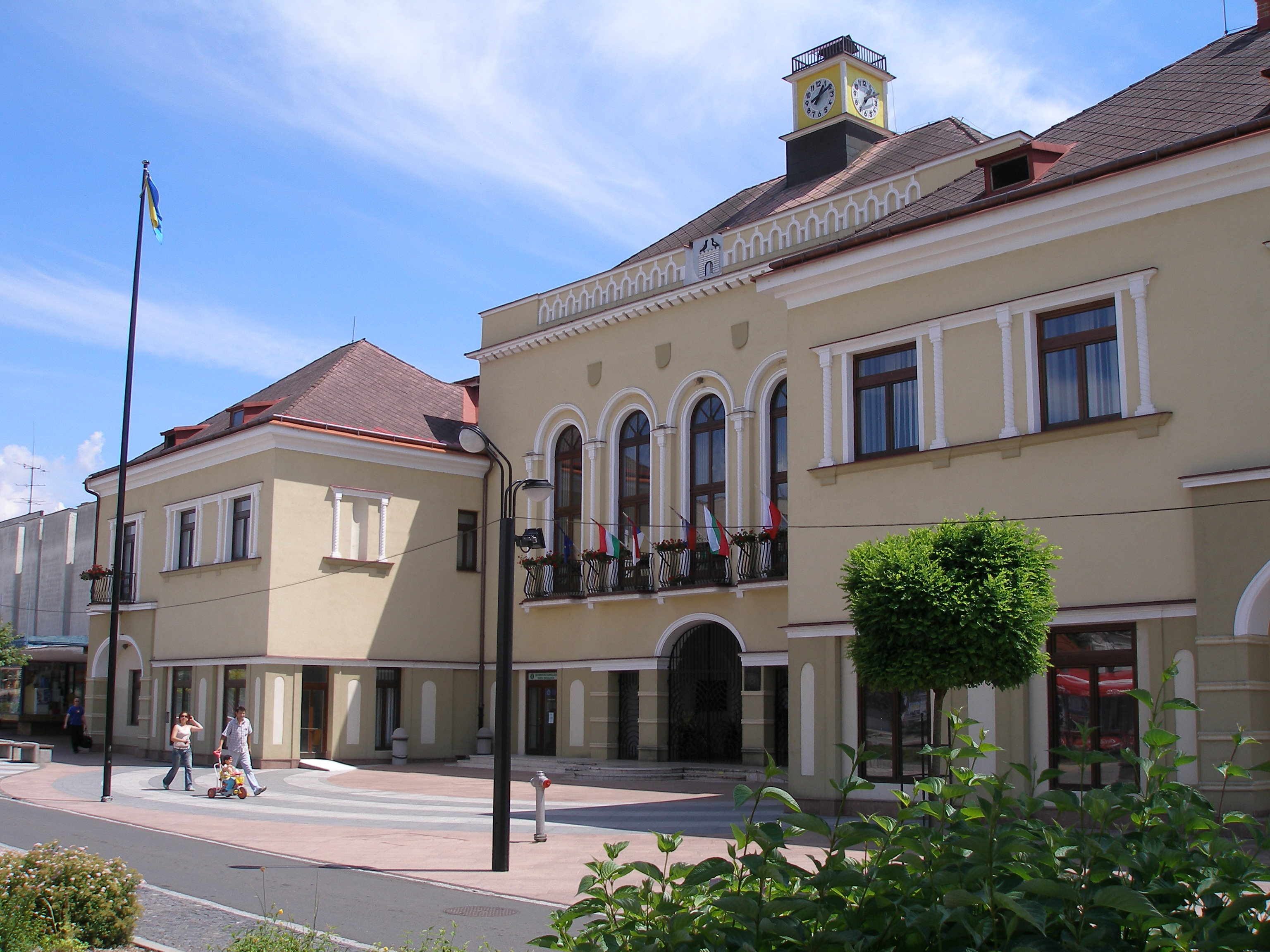
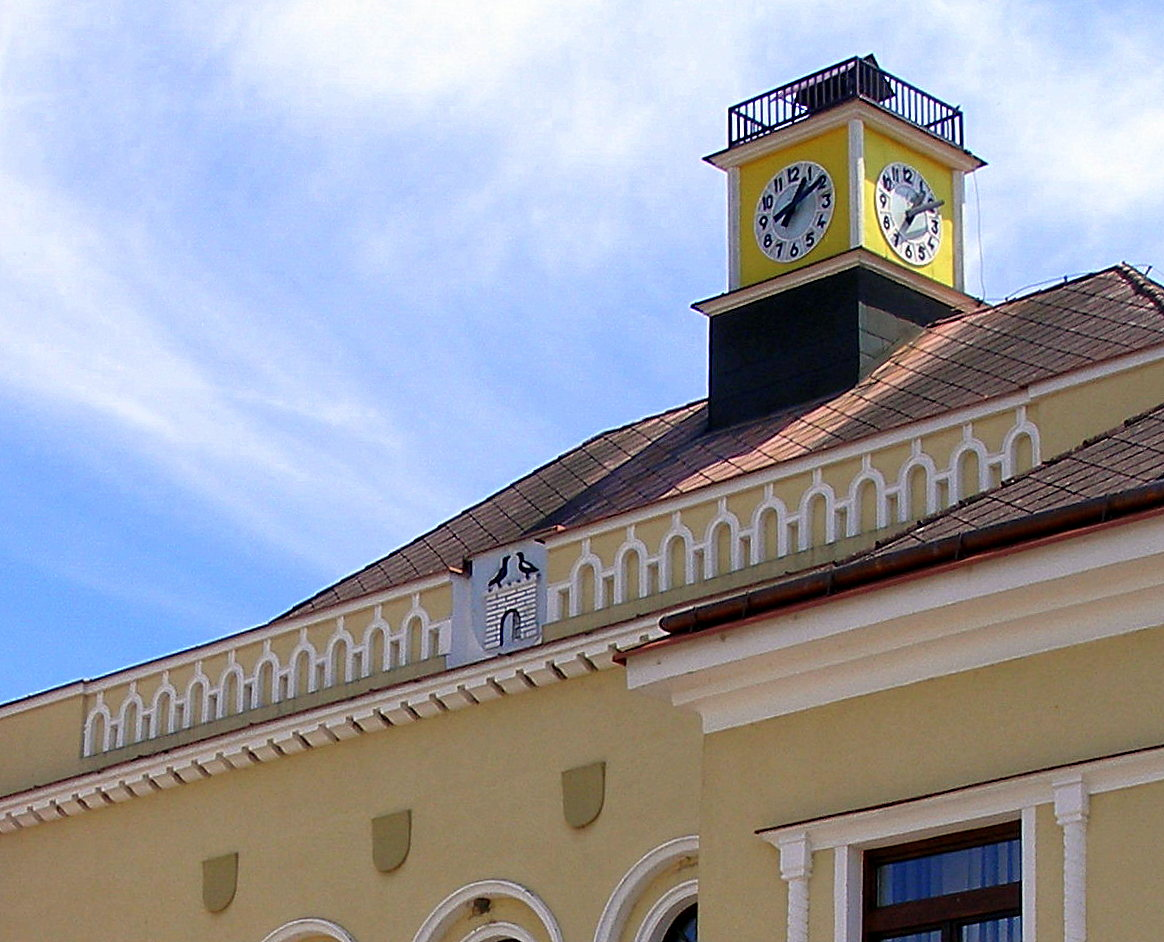

У портфоліо Ельшлеґера знайшлося чимало і адміністративних будівель — ратуші у закарпатському Виноградові, словацьких Михайлівцях, Торналі та Смольнику, будівля Торговельної палати в Кошицях тощо. Практично всі ратуші архітектора можна впізнати за невеликими вежечками на даху, які символізують міські середньовічні вежі-бефруа. Натомість типологія та архітектоніка інших будівель досить різноманітна. Найменшою за розміром є вхідна будівля водосховища міського водогону в Ужгороді (1931). Важливою вона є не лише як один із важливих ноу-хау в міській інфраструктурі того часу і донині, але й як будівля, на фасаді якої є філігранний герб міста. Герб у техніці «штучний камінь».

## Проєкти в Україні
Для нашого краю архітектор спроєктував десятки різноманітних будівель, і щонайменше 15 з них були реалізовані в Ужгороді, Мукачеві, Виноградові, Сваляві, Берегові .
- Будівля торговельної академії в Мукачеві (1925)
- Єврейська школа і громадський центр в Ужгороді (1926 рік, вул. Волошина, 32)
- Мукачівський кінотеатр Scala (колишня «Перемога», 1929) [2]
- Будівля прокуратури в Виноградові
- Комплекс міського кінотеатру та бібліотеки в Ужгороді (1932 рік, вул. Волошина, 19)
- Ратуша у Винорадові
- Вхідна будівля міського водосховища (функціоналізм, ар-деко) в Ужгороді (1931)

## Проєкти за кордоном
- Пожежні казарми, Кошице, Požiarnická 2-4 (1927 – 1928)
- Муніципальний будинок - ратуша, Міхаловце, Námestie osloboditeľov 30 (1927 – 1928)
- Будинок Др. Ернеста Вайса, Кошице, Drevný trh 7 (до 1932)
- Будинок дружини Людовіта Бюргера, Кошице, Штурова 21 (до 1932 р.)
- Торгово-промислова палата, Кошице, вул. Бачикова, 2 (1932 - 1933)
- Євангельська церква, Торналя, Námestie SNP 8 (1933)
- Міський плавальний басейн, Кошице, Staničné námestie 5 (1935)
- Сімейний будинок Е. К., Кошице, Ватсонова 25 (1936)
- Сімейний будинок д-ра Й. Шютце, Кошице, Národná classeda 20 (1936)
- Універмаг Ігнаца Рота, Кошице, Прібінова 6 (1938)
- Людовіт Оельшлегер, М. Копржива, Р. Бребта, Е. Фрідманн, Й. Сіпос: Виставкова зона EXPO Košice, Komenského park 19 (1938)
- Capitol (кінотеатр Mier), Michalovce, Námestie 26. 1 листопада